# Xenococcus annandalei
Xenococcus annandalei är en insektsart som beskrevs av Filippo Silvestri 1924. Xenococcus annandalei ingår i släktet Xenococcus och familjen ullsköldlöss. Inga underarter finns listade i Catalogue of Life.